# Arthur von Wolff
Arthur Paul Ferdinand von Wolff (* 7. Juni 1828 in Berlin; † 13. Februar 1898 in Potsdam) war königlich-preußischer Regierungsbeamter, Chef-Präsident des Rechnungshofes des Deutschen Reichs, Mitglied des Staatsrats, Domherr von Brandenburg.

## Herkunft
Seine Eltern waren der Geheime Oberregierungsrat Ludwig Andreas Ferdinand von Wolff (* 13. Juni 1792; † 1. Februar 1867) und dessen Ehefrau Sophie Mathilde Luise Hennenberg (* 23. April 1802; † 11. September 1870).

## Leben
Wolff heiratete in Großfurra am 18. Mai 1858 Elise von Wurmb aus dem alten thüringischen Adelsgeschlecht von Wurmb. 1846 wurde er Mitglied des Corps Saxo-Borussia Heidelberg.
In den ersten Jahren seiner beruflichen Laufbahn in Preußen durchlief er ab 1847 Positionen am Kammergericht Berlin, an der Regierung Potsdam, dem preußischen Innenministerium sowie der Regierung Frankfurt/Oder. 1872 wurde er zum Regierungspräsident von Trier ernannt, was er bis 1881 war. Von 1881 bis 1890 war er Oberpräsident der preußischen Provinz Sachsen. Seit 1890 war er Chefpräsident der Preußischen Oberrechnungskammer bzw. Präsident des Rechnungshof des Deutschen Reiches in Potsdam, wo er am 13. Februar 1898 im Dienst verstarb.

## Ehrungen
- Eisernes Kreuz II. Klasse 1870 am weiß-schwarzen Band
- Roter Adlerorden 2. Klasse mit Eichenlaub am 27. Januar 1879
- Kreuz der weltlichen Domherrn des Stifts Brandenburg
- Rechtsritterkreuz des Johanniterordens am 1867